# Cúp quốc gia Scotland 1874–75
Cúp quốc gia Scotland 1874–75 là mùa giải thứ hai của giải đấu bóng đá loại trực tiếp uy tín nhất Scotland. Chức vô địch thuộc về Queen's Park khi đánh bại đội bóng đến từ West Dunbartonshire Renton 3–0 trong trận Chung kết.

## Lịch thi đấu
| Vòng      | Ngày thi đấu đầu tiên | Số trận đấu | Số trận đấu                 | Số trận đấu | Số đội tham gia |
| Vòng      | Ngày thi đấu đầu tiên | Ban đầu     | Đi thẳng vào vòng tiếp theo | Đá lại      | Số đội tham gia |
| --------- | --------------------- | ----------- | --------------------------- | ----------- | --------------- |
| Vòng Một  | tháng 10 năm 1874     | 12          | 1                           | 1           | 25 → 13         |
| Vòng Hai  | Không rõ              | 6           | 1                           | 1           | 13 → 70         |
| Tứ kết    | Không rõ              | 3           | 1                           | 0           | 7 → 4           |
| Bán kết   | 6/20 tháng 3 năm 1875 | 2           | 0                           | 3           | 4 → 2           |
| Chung kết | 10 tháng 4 năm 1875   | 1           | 0                           | 0           | 2 → 1           |

## Vòng Một
| Đội nhà       | Tỉ số | Đội khách            |
| ------------- | ----- | -------------------- |
| Clydesdale    | 0 – 0 | Vale of Leven        |
| Dumbreck      | 5 – 1 | Alexandra Athletic   |
| Queen's Park  | 1 – 0 | Western              |
| Dumbarton     | 3 – 0 | Arthurlie            |
| Eastern       | 3 – 0 | 23rd Renfrew RV      |
| Helensburgh   | 3 – 0 | 3rd Edinburgh RV     |
| Kilmarnock    | 4 – 0 | Vale of Leven Rovers |
| 3rd Lanark RV | 0 – 0 | Barrhead             |
| Rangers       | 2 – 0 | Oxford               |
| Renton        | Thắng | Blythswood           |
| Rovers        | Thắng | Hamilton Academical  |
| West End      | 3 – 0 | Star of Leven        |

- Standard đi thẳng vào vòng tiếp theo
- Vale of Leven rút lui

### Đá lại
| Đội nhà  | Tỉ số | Đội khách     |
| -------- | ----- | ------------- |
| Barrhead | 0 – 1 | 3rd Lanark RV |

## Vòng Hai
| Đội nhà       | Tỉ số | Đội khách   |
| ------------- | ----- | ----------- |
| Clydesdale    | 2 – 0 | Dumbreck    |
| Rangers       | 0 – 0 | Dumbarton   |
| Eastern       | 3 – 0 | Kilmarnock  |
| Queen's Park  | 7 – 0 | West End    |
| Renton        | 2 – 0 | Helensburgh |
| 3rd Lanark RV | 2 – 0 | Standard    |

- Rovers đi thẳng vào vòng tiếp theo

### Đá lại
| Đội nhà   | Tỉ số | Đội khách |
| --------- | ----- | --------- |
| Dumbarton | 1 – 0 | Rangers   |

## Tứ kết
| Đội nhà      | Tỉ số | Đội khách     |
| ------------ | ----- | ------------- |
| Dumbarton    | 1 – 0 | 3rd Lanark RV |
| Queen's Park | Thắng | Rovers        |
| Renton       | 1 – 0 | Eastern       |

- Clydesdale đi thẳng vào vòng tiếp theo

## Bán kết
| Clydesdale | 0 – 0 | Queen's Park |
| ---------- | ----- | ------------ |
|            |       |              |

| Dumbarton | 0 – 0 | Renton |
| --------- | ----- | ------ |
|           |       |        |

### Đá lại
| Queen's Park | 2 – 2 | Clydesdale |
| ------------ | ----- | ---------- |
|              |       |            |

| Dumbarton | 0 – 1 | Renton |
| --------- | ----- | ------ |
|           |       |        |

### Đá lại lần 2
| Clydesdale | 0 – 1 | Queen's Park |
| ---------- | ----- | ------------ |
|            |       |              |

## Chung kết
| Queen's Park                                     | 3 – 0 | Renton |
| ------------------------------------------------ | ----- | ------ |
| A. MacKinnon 55' · Highet 70' · W. MacKinnon 75' |       |        |